# Dandi Gnamou
Dandi Gnamou, élue présidente de la Haute Cour de justice du Bénin en mars 2024, est professeure de droit public à l'Université d'Abomey-Calavi et Juge constitutionnel à la cour constitutionnelle du Bénin. 

## Biographie
Elle obtient un Master en droit international et européen et en anthropologie juridique et politique, à Université Paris 1 et un doctorat en droit public   en 2006 sous la direction de Daniel Dormoy, avec une thèse intitulée  « Dissolution et succession entre organisations internationales ».
Dandi Gnamou acquiert plusieurs diplômes avant sa réussite au concours d’agrégation en 2013. Elle est autrice de plusieurs ouvrages parus sur les périodes : 2021-2023, 2021 et 2005 à 2009. Professeure titulaire des universités, Dandi Gnamou intervient dans plusieurs matières et domaines de recherche. 
Le parcours professionnel de la professeure Dandi Gnamou est riche et varié. En sus de son parcours académique, elle dispose d'expériences professionnelles, aussi bien au Bénin qu’à l’international. Elle se préoccuppe de droit et de questions constitutionnelles au Bénin, dans les organisations sous régionales (CEDEAO, BAD), en France (Sénat, institut TELECOM) et même en Russie,  
Outre les activités académiques, la vie politique de Dandi Gnamou est un mélange harmonieux de séjours dans toutes les juridictions constitutionnelles de la République du Bénin et son activisme dans la vie en société. En plus d’avoir occupé les postes de responsabilités dans les juridictions constitutionnelles du pays, elle est à l’écoute des plus démunis à travers des assistances sociales de diverses sortes.
Elle devient juge constitutionnelle du Bénin en mai 2023 et présidente de la Haute Cour de Justice Bénin le 1er mars 2024,

## Publications
- La Cour constitutionnelle du Bénin et les mutations constitutionnelles[15],
- Rapports entre les juridictions constitutionnelles et les juridictions communautaires en Afrique de l’Ouest[16],
- Égalité femme-homme : du renouveau démocratique à l’ère de la rupture[17].

- Dissolution et succession entre organisations internationales, Collection Organisations internationales et relations internationales[18]
- « Les mécanismes régionaux africains de protection des droits de l’Homme en Afrique »[19]
- « L’administration internationale de territoire à l’épreuve du Kosovo et du Timor oriental : la pratique à la recherche d’une théorie », (Coauteur)[20],
- « Aperçu sur le Tribunal spécial pour la Sierra Leone », p. 318-328, in « Les États africains et la Cour pénale internationale »